# RAR
RAR (od ang. Roshal archive) – format bezstratnej kompresji danych, stworzony przez Rosjanina Jewgienija Roszała. Używa odmiany kompresji LZSS.
Format zapewnia tworzenie i obsługę archiwów ciągłych, danych i woluminów naprawczych, ochronę spójności danych poprzez sumę kontrolną opartą na kryptograficznej funkcji hashującej BLAKE2 oraz szyfrowanie algorytmem AES-256 w trybie CBC dla formatu RAR 5.0 i AES-128 dla formatu RAR 4.x.

## Wspierane systemy operacyjne
Android, FreeBSD, Linux, macOS, Windows.

## Specyfika
Pliki w formacie RAR mają rozszerzenie .rar lub od .r00 do .r99 (po .r99 następuje od .s00 do .s99 itd.) oraz typ MIME application/x-rar-compressed.
Program WinRAR wykorzystuje także podwójne rozszerzenia od .part00001.rar do .part99999.rar, jako domyślne. Można opcjonalnie użyć poprzednich rozszerzeń. Dodatkowo WinRAR potrafi dostosować się do niestandardowych rozszerzeń – przykładowo otwierając plik o rozszerzeniu .001 przy archiwum ciągłym, WinRAR zacznie wypakowywać również z kolejnych plików o rozszerzeniach .002 .003 .004 itd.